# Aspidiphorus confusus
Aspidiphorus confusus es una especie de coleóptero de la familia Sphindidae.

## Distribución geográfica
Habita en Armenia y en Azerbaiyán.